# Svetlana Bogdanova
Svetlana Vladimirovna Bogdanova (ryska: Светлана Владимировна Богданова), född 12 juli 1964 i Sverdlovsk (nu Jekaterinburg), är en rysk tidigare handbollsmålvakt. Hon representerade under sin karriär tre olika landslag, först Sovjetunionen, sedan Förenade laget och slutligen Ryssland.

## Klubbkarriär
Bogdanova spelade på 1980-talet för laget vid Statens Tekniska Universitet i Ural i Sverdlovsk. 1996 flyttade Bogdanova till Spanien, där hon vann EHF Champions League och EHF Champions Trophy med Milar L'Eliana 1997. 1996 då hon flyttade dit hette klubben Mar Valencia. Tillsammans med klubben El Ferrobus Mislata vann hon EHF-Cupen 2000. Hon spelade i Ferrobus till 2002. Hennes sista klubb i karriären blev S.D. Itxako Estella 2002-2006. År 2006 avslutade Bogdanova sin idrottskarriär 42 år gammal.

## Landslagskarriär
1990 spelade Bogdanova för det sovjetiska laget i VM och blev världsmästare efter en finalseger med 24-22 mot dåvarande Jugoslavien. Bogdanova deltog sedan i olympiska sommarspelen 1992 i Barcelona, Spanien, med Förenade laget från de forna Sovjetrepublikerna. Laget tog då OS-brons.
2001 blev Bogdanova uttagen som målvakt för det Rysslands damlandslag i handboll. Hon blev världsmästare igen, denna gång efter en seger i finalen mot Norge med 30-25.